# Cvi Alderoti
Cvi Alderoti (hebrejsky: צבי אלדרוטי, narozen 9. května 1934 – 13. dubna 2018) byl izraelský politik a poslanec Knesetu za stranu Ma'arach.

## Biografie
Narodil se v Tel Avivu. Studoval na střední zemědělské škole v Ajanot. Absolvoval obor politologie a veřejná správa na Haifské univerzitě. Sloužil v izraelské armádě, ze které odešel roku 1957 s hodností plukovníka (Aluf Mišne).

## Politická dráha
Od roku 1949 byl členem strany Mapaj, přičemž od roku 1965 zasedal v jejím ústředním výboru. V letech 1971–1977 v rámci strany předsedal křídlu zastupujícímu zájmy izraelského severu. V letech 1959–1977 byl starostou města Migdal ha-Emek. V letech 1972–1975 byl ředitelem stavební firmy Amidar. V letech 1975–1977 se podílel na založení několika obytných čtvrtí v regionu Galileji. V letech 1977–1979 řídil Development and Independence Loan Project v Argentině, v letech 1979–1985 řídil firmu Housing for the Immigrant, pak podnik H.R.C. Investments. V letech 1988–1990 předsedal správní radě deníku Davar. Za Jicchaka Rabina a Šimona Perese byl ředitelem úřadu premiéra.
V izraelském parlamentu zasedl jen krátce po volbách v roce 1977, do nichž šel za Ma'arach. Mandát získal až dodatečně, v květnu 1977, jako náhradník za Aharona Jariva. Během několika týdnů zbývajících do konce funkčního období Knesetu se již do činnosti Knesetu výrazněji nezapojil. Ve volbách v roce 1977 mandát neobhájil.